# キャラクターコレクション
『キャラクターコレクション』は、バンプレストから発売されたプライズゲーム。
3桁のスロットを回し数字が揃うと、箱型のケースに入った様々な景品が排出される。
プレイ料金はプレイヤーが100円、300円、500円など投入金を変えることで変化させることができ、それにより当たりの確率を変化できる確率変動機。

## 概要
正面は緑色、両サイドとアイキャッチ部は黄色。側面には赤色を配したカラフルな筐体。正面アイキャッチ下には実際の景品をディスプレイできるスペースがあり、その下に巨大な7セグの777スロット表示部がある。
100円玉を任意の枚数入れてスタートボタンを押すとゲーム開始となりスロットが回り始める。3個並ぶストップボタン押して3桁の数字(スロット)を止め、同じ数字が3つ揃えば景品が排出される。
投入する枚数でスロットの揃う確率が変化する確率変動機種である。開始後一定時間ボタンを押さないと、押下を促すメッセージが流れる。それでも押さずにいると、自動的に停止する。
筐体内蔵基板にはPCM音源を搭載し、当時のサウンド開発部署オリジナルのSE,BGMに加え、プロ声優によるガイド音声も出力される。
景品には、直方体のケースに収まった専用のものを用いる。景品は小型のフィギュア、キーホルダー、バッジ、時計やタオルなどがあった。ポケモンなどローターゲット景品と、ガンダムなどハイターゲット向けのラインナップを展開。
ローターゲット向け景品はプレイ料金をMAX300円に設定。ハイターゲット向け景品はMAX500円設定にして稼働させる。
景品をストックする場所や排出機構の関係から使用できる景品の形状が限られ、専用ケースに入った景品以外は事実上使用できない。専用景品を発売したのはマシンの発売元のバンプレストのみ。同社も2011年現在では専用景品を供給しておらず、それ以降も専用景品は発売されていない。供給が途絶えた具体的な時期は不明。
後継の確率変動機種として「ガチャダマコレクション」「キャラクターメールコレクション」などがある。それぞれで遊び方は異なり専用の景品が排出される。